# Amiris de Síbaris
|  | Per a altres significats, vegeu «Amyris (desambiguació)». |

Amiris de Síbaris (en llatí Amyris, en grec antic Ἄμυρις), anomenat "el savi", fou un destacat ciutadà de Síbaris de finals del segle vii aC i començaments del segle VI aC. Tenia un fill que va ser un dels pretendents d'Agarista.
Els seus conciutadans el van enviar a consultar l'oracle de Delfos. La seva reputació de savi i de rondinaire va donar origen al proverbi Ἄμυρις μαίνεται, "el savi està boig", segons diuen Heròdot, Ateneu de Nàucratis, l'enciclopèdia Suides i Zenobi.